# Martin Conrad Biermann von Ehrenschild
Martin Conrad Biermann von Ehrenschild (ca. 1662 – 1715) var en dansk godsejer til Enggård, etatsråd og overceremonimester.
Han var søn af Conrad Biermann von Ehrenschild og Anna Knopf. Trods sin høje rang rager han ikke op over tidens gennemsnit, skønt faderen tidligt viste omhu for hans opdragelse og lod ham længe rejse udenlands med storkansleren Frederik Ahlefeldts sønner under ledelse af C.R. Müller, sikkert den samme, der siden blev kendt som fynboernes «tyske» biskop. 1685 ægtede han Anna Margrethe von Støcken, datter af rentemester Henrik von Støcken og søster til Peter Brandts hustru, og med deres 3 sønner og 1 datter uddøde slægten Bierman von Ehrenschild.